# 美里町立美里中学校

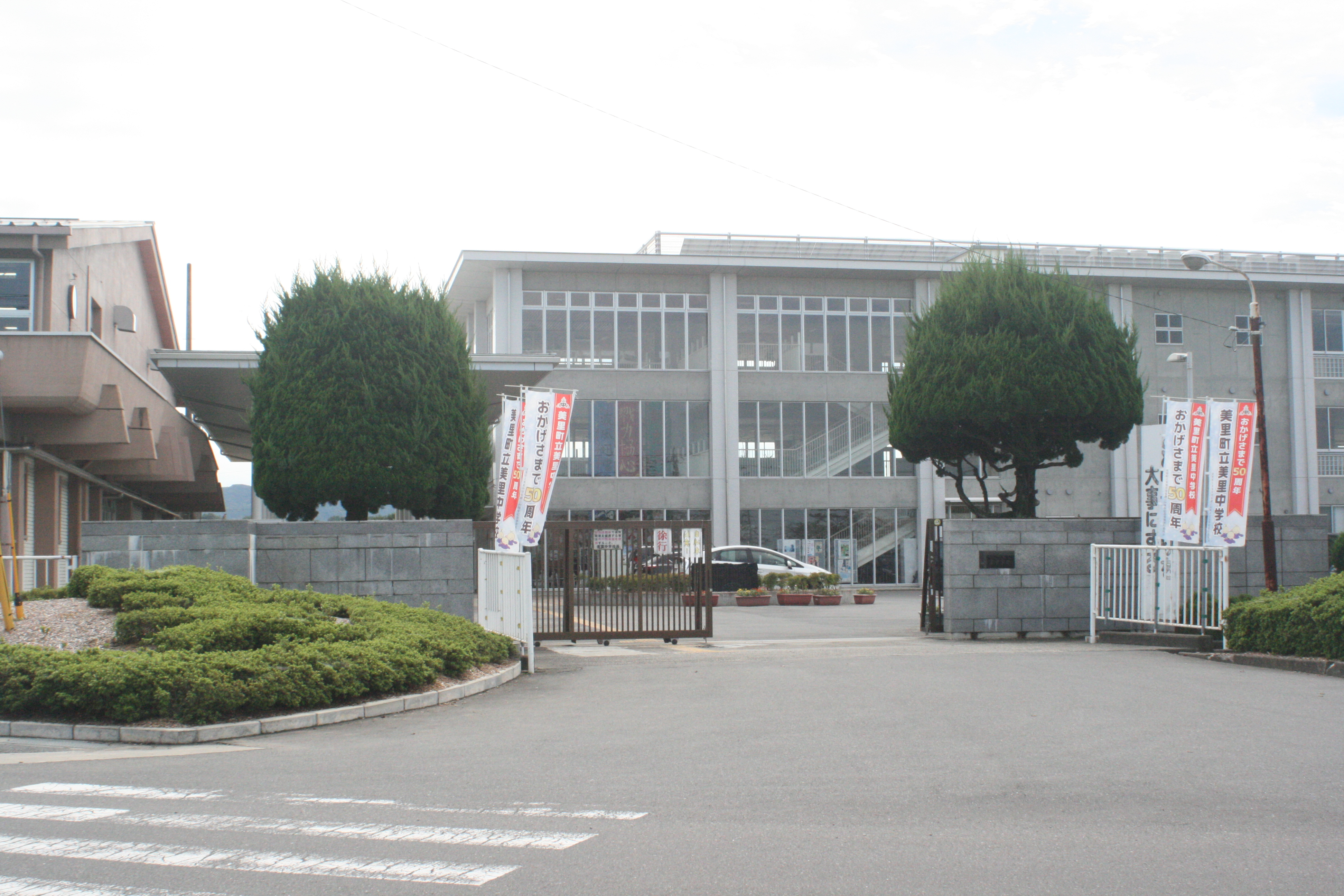

美里町立美里中学校（みさとちょうりつみさとちゅうがっこう）は、埼玉県児玉郡美里町駒衣にある公立中学校。自然豊かな美里町の唯一の中学校である。ほぼ全ての生徒が自転車で通学する。
現在の新校舎とは別に、旧校舎が一部残っている。
校舎は1つで、敷地の東側にある体育館につながっている。3学期制。
下の部活の欄に女子陸上部とあるが、現在は男子陸上部と統合し陸上競技部となっている。

## 沿革
- 1947年4月1日  - 東児玉村立東児玉中学校・松久村立松久中学校・大沢村立大沢中学校開校。
- 1954年10月1日 - 児玉郡東児玉村・松久村・大沢村が合併し、美里村となると同時に、美里村立東児玉中学校・美里村立松久中学校・美里村立大沢中学校と改称。
- 1966年4月1日  - 美里村立松久中学校・美里村立大沢中学校が廃され、美里村立美里中学校が発足。
- 1967年4月1日  - 美里村立東児玉中学校が廃され、美里村立美里中学校に統合。
- 1968年1月15日 - 校歌制定。
- 1984年10月1日 - 町制施行により美里村立美里中学校から美里町立美里中学校に改称。
- 1997年4月1日  - さわやか相談室開設。
- 1997年11月1日 - TBSのテレビ番組「学校へ行こう!」に登場。
- 2011年3月 - 体育館耐震工事完了。
- 2012年3月 - 校舎改築工事及び給食棟改築工事完了。

## 校歌

### 正式名称
- 美里中学校校歌

### 作詞者・作曲者
- 作曲:持田照代
- 作詞:金井政一

### 構成
- 第一番-第二番-第三番

## 生徒会

### 組織
- 会長-副会長-会計-書記-監査

## 部活動

### 運動部
- 野球部（男子）
- サッカー部（男子）
- 男子陸上競技部
- 女子陸上競技部
- ソフトテニス部（女子）
- 卓球部（男子）
- 男子バスケットボール部
- 女子バスケットボール部
- バレーボール部（女子）

### 文化部
- 吹奏楽部（共通）
- 創作部（共通）

## 委員会

### 専門委員会
- 学級委員会
- 放送委員会
- 美化委員会
- 図書委員会
- 安全委員会
- 体育委員会

### 実行委員会
- 修学旅行実行委員会
- 校外体験学習実行委員会
- 文化祭実行委員会
- 校内合唱コンクール実行委員会
- 3年生を送る会実行委員会

### その他
- 選挙管理委員会

## 学年
以下にあげる学級数は令和2年度現在のものである。
- 1年 3クラス（1-3組）
- 2年 3クラス（1-3組）
- 3年 2クラス（1-2組）
- 特別学級 2クラス

## 行事・記念日など
- 4月上旬 春季休業日
- 4月8日頃 入学式・始業式
- 5月 修学旅行（3年）
- 6-7月 校外体験学習（1・2年）
- 7月中旬 - 8月31日 夏季休業日
- 9月上旬 文化祭
- 9月下旬 体育大会
- 10月1日 開校記念日 （平日であっても授業はある）
- 10月下旬 生徒会役員改選
- 11月上旬 校内合唱コンクール（町立遺跡の森館大ホール）：学年ごとに最優秀賞と優秀賞を選出する。（3クラス学年は最優秀賞のみ）
- 11月上旬 1年職業体験事業（3days）・2年上級学校訪問
- 12月中旬 校内駅伝大会（部活対抗）
- 12月下旬 - 1月上旬 冬季休業日
- 3月上旬 球技大会
- 3月上旬 3年生を送る会（町立遺跡の森館大ホール）
- 3月中旬 卒業式
- 3月下旬 修了式
- 3月下旬 学年末休業日

## 出身者
- アバンティーズ（YouTuber）